# هيكتور يوستي
هيكتور يوستي كانتون (بالإسبانية: Héctor Yuste)‏ (مواليد 12 يناير 1988 في قرطاجنة)، المعروف اختصارا باسم هيكتور، هو لاعب كرة قدم إسباني، يلعب لنادي راسينغ سانتاندر على سبيل الإعارة، قادماً من غرناطة، يلعب في مركز خد الوسط الدفاعي.

## وصلات خارجية
- هيكتور يوستي على موقع قاعدة بيانات كرة القدم.إي يو (الإنجليزية)
- هيكتور يوستي على موقع Soccerway.com (الإنجليزية)
- هيكتور يوستي على موقع AS.com (الإسبانية)

- BDFutbol profile
- Futbolme profile (بالإسبانية)
- Transfermarkt profile